# دانشگاه علامه طباطبائی
دانشگاه علّامه طباطبائی یکی از معتبرترین دانشگاه های دولتی ایران و بزرگ‌ترین دانشگاه تخصصی در زمینه علوم انسانی، علوم اجتماعی، روانشناسی، حقوق، اقتصاد، ارتباطات و مدیریت در خاورمیانه است. به طوری که بسیاری از چهره های شاخص علمی، سیاسی و بنیانگذاران دانش های مختلف انسانی و اجتماعی کشور، دانش آموخته این دانشگاه هستند.

## تاریخچه
هسته اولیه این دانشگاه با نام «مدرسه عالی بازرگانی» در سال ۱۳۳۷ تأسیس شد. پس از وقوع انقلاب فرهنگی و ادغام دانشکده‌ ها و مدارس عالی پیش از انقلاب اسلامی و پس از آن به تدریج تاسیس شده بودند، دانشگاه علامه طباطبائی در سال ۱۳۶۳ تشکیل شد. همانطور که دانشگاه شریف برترین دانشگاه تخصصی کشور در رشته های فنی مهندسی میباشد و دانشگاه تهران به عنوان برترین دانشگاه جامع کشور شناخته می‌شود، دانشگاه علامه طباطبائی نیز اکنون طبق بررسی ها و رتبه های کسب شده برترین دانشگاه تخصصی علوم انسانی در کشور میباشد.

## رتبه
دانشگاه علامه طباطبائی برترین دانشگاه علوم انسانی ایران است و بر پایه نتایج منتشر شده در سال ۱۳۹۵ توسط وزارت علوم، تحقیقات و فناوری در لیست ده دانشگاه برتر کشور و «سطح یک» دانشگاه‌های تخصصی قرار دارد. این دانشگاه بنا بر گزارش «نظام رتبه‌بندی جهانی  RUR» در سال ۲۰۱۸ در میان ۱۱ دانشگاه برتر ایران جای گرفت. به دلیل همکاری علمی با بسیاری از دانشگاه های معتبر دنیا موفق به اخذ مقام برگزیده توسط وزارت علوم، تحقیقات و فناوری شد.

## دانشکده‌ها

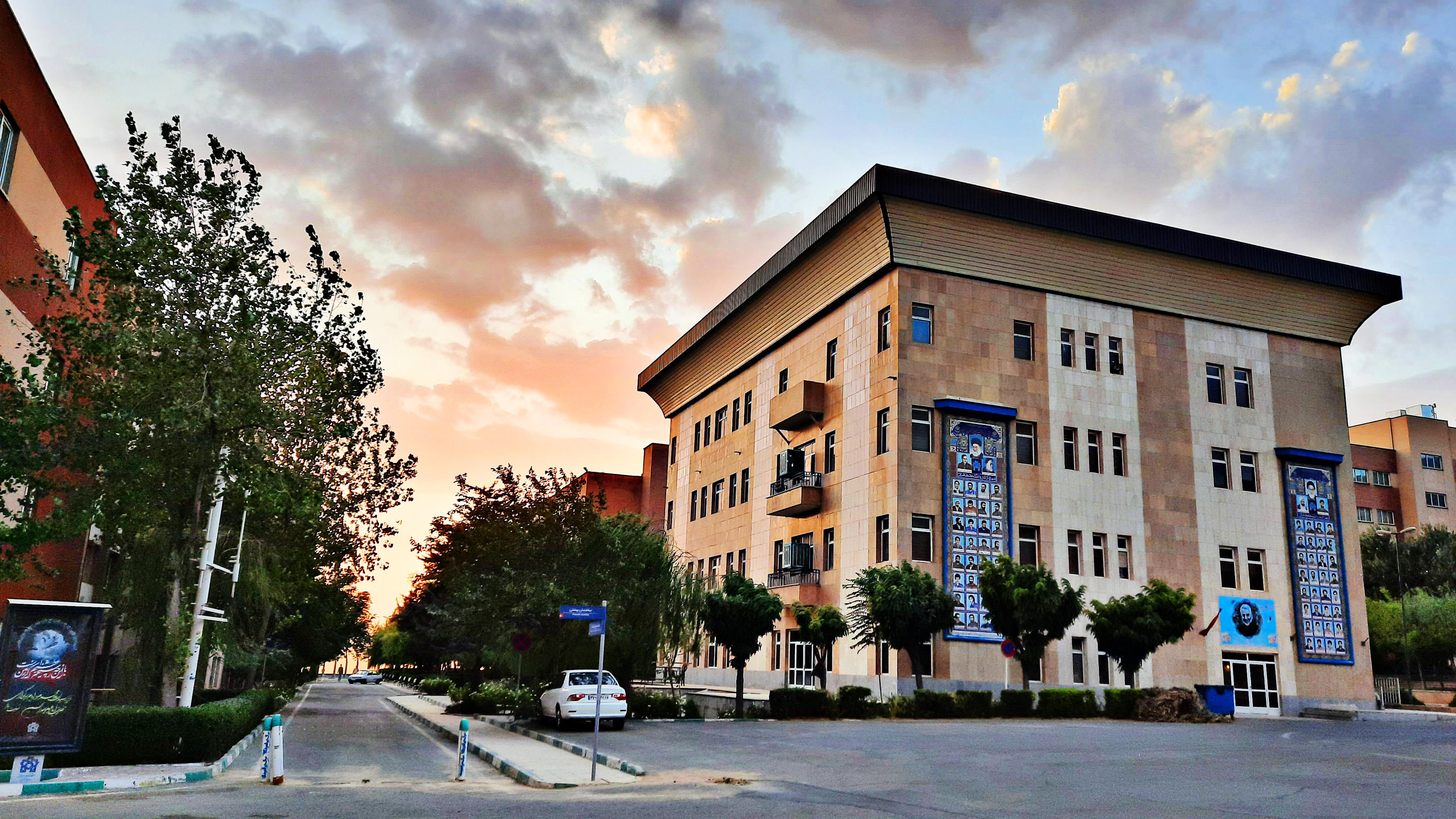
نگاره‌ای از ساختمان سلف دانشگاه و محیط اطراف آن

دانشگاه علامه طباطبائی دارای ده دانشکده و یک مؤسسه آموزش عالی است که از میان آنها دانشکده‌های «اقتصاد»، «علوم اجتماعی»، «ادبیات فارسی و زبان های خارجه» و «مؤسسه آموزش عالی بیمه اکو» در مرکز و شمال تهران قرار دارند و سایر دانشکده ها در پردیس مرکزی دانشگاه واقع در محله دهکدهٔ المپیک مستقر هستند. 
دانشکده‌های دانشگاه علامه طباطبائی عبارتند از:
- دانشکدهٔ حقوق و علوم سیاسی
- دانشکده زبان و ادبیات فارسی دانشگاه علامه طباطبایی
- دانشکده اقتصاد دانشگاه علامه طباطبایی
- دانشکده الهیات و معارف اسلامی
- دانشکده علوم ورزش و تندرستی
- دانشکدهٔ روان‌شناسی و علوم تربیتی
- دانشکده علوم اجتماعی دانشگاه علامه طباطبایی
- دانشکدهٔ علوم ارتباطات
- دانشکده آمار، ریاضی و علوم کامپیوتر
- دانشکده مدیریت و حسابداری دانشگاه علامه طباطبایی
- مؤسسه آموزش عالی بیمه اکو
- مرکز آموزش‌های تخصصی و مهارت افزایی

## ساختمان دانشگاه

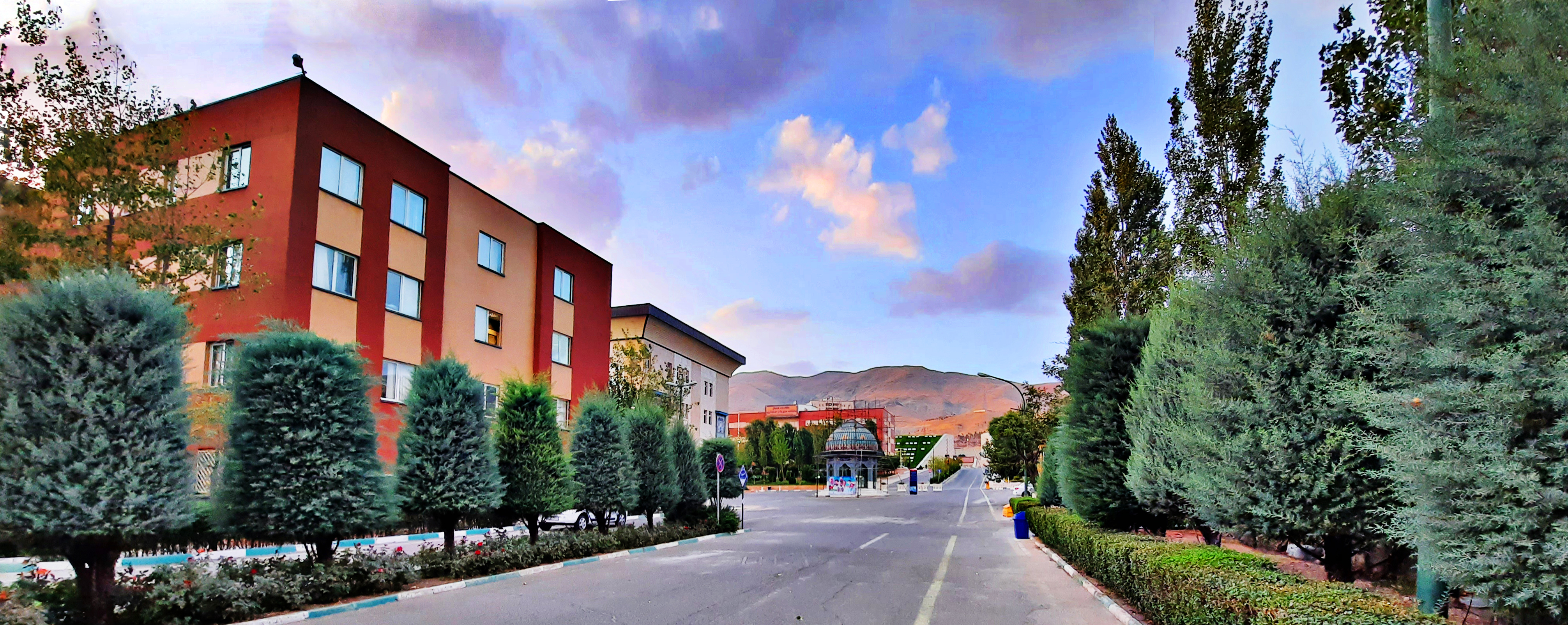
نمایی از حیاط ورودی پردیس دانشگاه علامه طباطبائی

## افراد

### رؤسا
رؤسای دانشگاه علامه طباطبائی به ترتیب تاریخی عبارند از:
- علی شیخ الاسلامی
- محسن خلیجی اسکویی
- نجفقلی حبیبی
- صدرالدین شریعتی
- حسین سلیمی
- عبدالله معتمدی
- شجاع احمدوند

.